# 菲泽勒Fi 103R

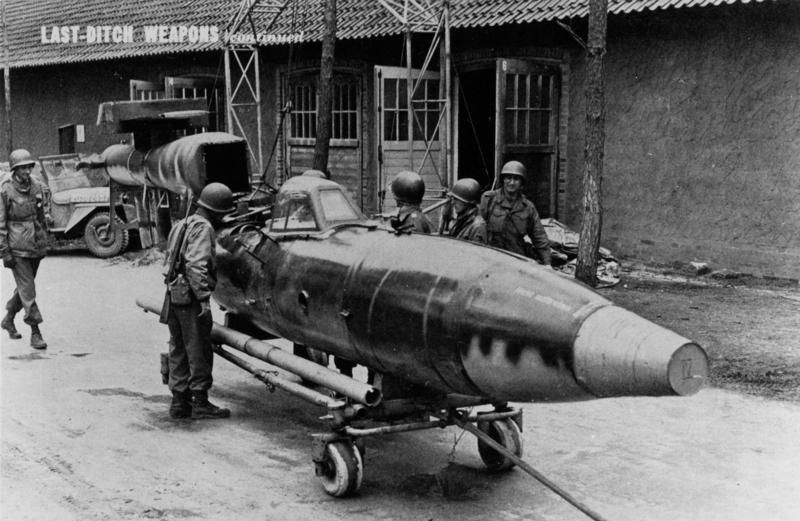
菲泽勒Fi 103R

菲泽勒Fi 103R（Fieseler Fi 103R）代号赖兴贝格（Reichenberg），是一種改進型的德国V-1飛彈，該飛彈可以塞進飛機裡面，而且可以由人直接控制。该武器研发于二战末期，是一种可以执行自杀式攻击的人工制导导弹。1944年9月，Fi 103R进行首飞，不過搭載Fi 103R的试验机坠毁；首飞次日，第二架升空的试验机也坠毁了。一个月后，希特勒決定暫停菲泽勒Fi 103R的研发工作。